# Ciliata septentrionalis
Ciliata septentrionalis (Collett, 1875) è un pesce osseo marino appartenente alla famiglia Lotidae.

## Distribuzione e habitat
L'areale di C. septentrionalis comprende le coste europee dell'oceano Atlantico e del mare del Nord a partire dalla Cornovaglia e la Manica a sud alla Norvegia settentrionale, comprese le isole Britanniche, l'Islanda e le isole Faeroer.
Non è così costiera come l'affine e molto simile Ciliata mustela e si trova su fondi molli di sabbia o fango nei piani infralitorale e circalitorale a profondità comprese tra 10 e 90 metri, di solito non oltre i 50 metri. Considerata un tempo rara perché confusa con C. mustela ma in realtà è comune.

## Descrizione
Questo pesce è molto simile a Ciliata mustela da cui si distingue principalmente per l'avere una fila di tre paia di lobi cutanei simili a piccoli barbigli lungo il labbro superiore e per avere la bocca più grande. La livrea è bruno scura sul dorso e chiara sul ventre.
La taglia massima è di 20 cm.

## Biologia
La sua biologia è nota in maniera incompleta a causa della confusione con C. mustela.

### Comportamento
Sembra che abbia abitudini notturne e che passi le ore del giorno nascosta sotto pietre o altri rifugi.

### Alimentazione
Si nutre di piccoli animali bentonici, soprattutto crostacei (copepodi, anfipodi, eufausiacei, cladoceri e decapodi), in minor misura cattura anche anellidi e stadi giovanili di vari taxa.

### Predatori
È una comune preda del merluzzo ed è cacciata anche dalla razza Raja radiata.

### Riproduzione
Si riproduce dalla fine dell'inverno alla primavera in acque più profonde di quelle in cui vive abitualmente. Produce uova pelagiche. La maturità sessuale è raggiunta a 6,2 cm nelle femmine e a 7,2 cm nei maschi.

## Pesca
Priva di qualunque importanza, viene catturata in piccole quantità come bycatch durante la pesca a strascico del merluzzo.

## Conservazione
Questa specie appare comune e non è soggetta a pesca né ad impatti di altro tipo; la lista rossa IUCN la classifica come "a rischio minimo".